# Papuaphiloscia parkeri
Papuaphiloscia parkeri is een pissebed uit de familie Philosciidae. De wetenschappelijke naam van de soort is voor het eerst geldig gepubliceerd in 1973 door Albert Vandel.